# Hirara
Hirara (平良市 ,Hirara-shi?) era una città (市?, shi) delle isole Miyako, nella prefettura di Okinawa, in Giappone. Si trova nell'isola di Miyakojima.
Dopo aver acquisito lo status di città (市?, shi) il 7 marzo del 1947, Hirara lo ha perso quando è stata conglobata, il 1º ottobre 2005, nella nuova città di Miyakojima, che ha la propria giunta comunale. Gli altri comuni che sono confluiti nella nuova municipalità sono il villaggio di Ueno e le città di Irabu, Gusukube, e Shimoji, che a loro volta hanno perso lo status di municipalità.
Il territorio comunale di Miyakojima comprende tutta l'isola omonima e le altre isole delle Miyako, ad eccezione di Taramajima e Minnajima, che formano il villaggio (村?, son) di Tarama, amministrato dal distretto di Miyako (宮古郡?, Miyako-gun), del quale è l'unico comune.
Nel 2003, Hirara aveva una popolazione di 33.861 abitanti e una superficie totale di 64,92 km², con una densità di 521,58 abitanti per km².